# Grotten-Gelbsalamander

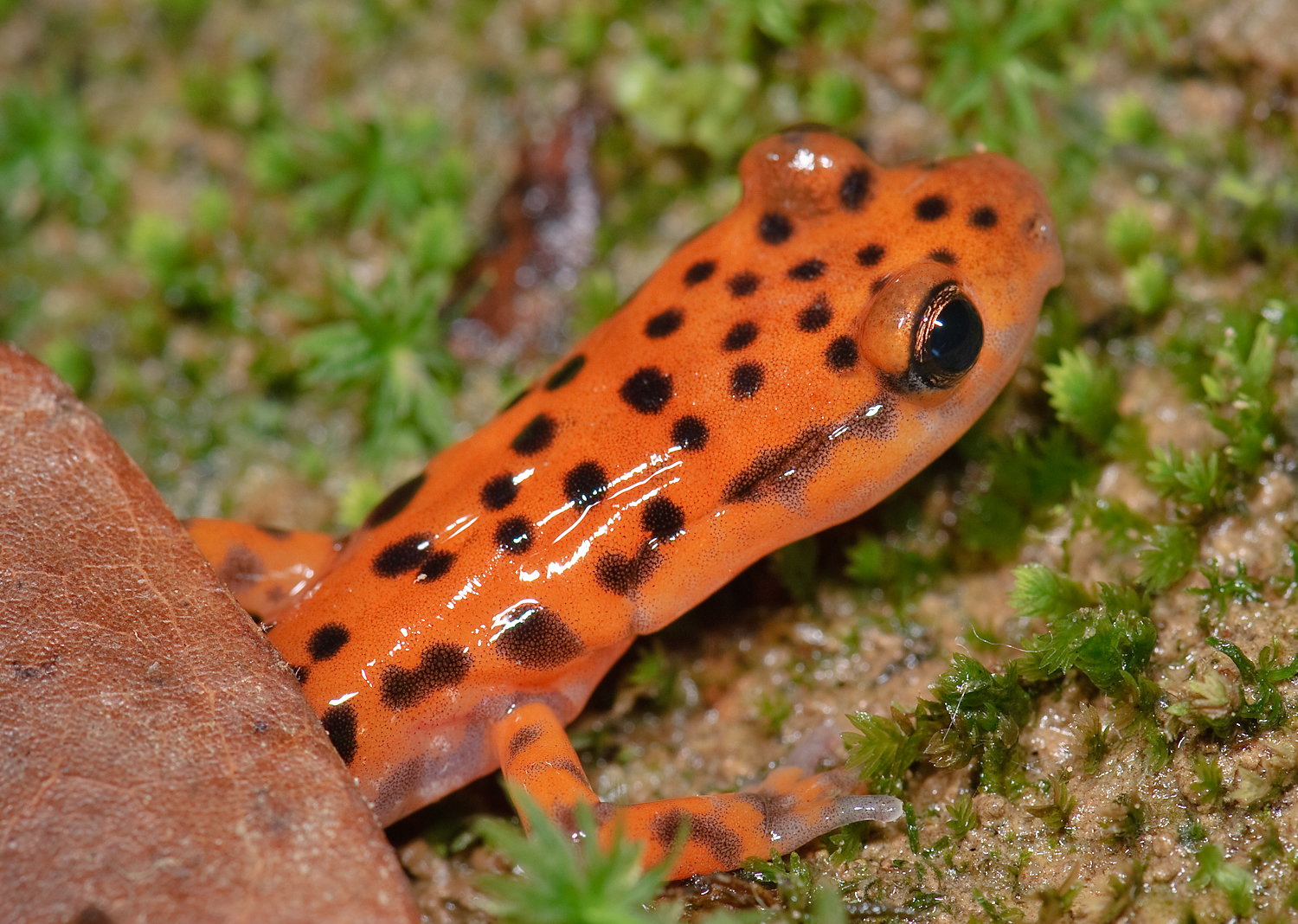
Detailansicht des Kopfes

Der Grotten-Gelbsalamander (Eurycea lucifuga) ist ein in Nordamerika vorkommender Schwanzlurch aus der Familie der Lungenlosen Salamander (Plethodontidae).  Der Artname leitet sich von den lateinischen Worten lux und fuga mit den Bedeutungen „Licht“ und „Flucht“ ab und bezieht sich auf die lichtscheue Lebensweise der überwiegend in Höhlen lebenden Art.

## Merkmale
Der Grotten-Gelbsalamander erreicht eine Gesamtlänge zwischen 125 und 181 Millimetern. Weibchen sind geringfügig größer als Männchen. Die Farbe der Oberseite variiert von leuchtend rötlich orange bis zu einem blassen Gelborange. Die gesamte Körperoberfläche ist von der Schnauze bis zur Schwanzspitze mit vielen kleinen schwarzbraunen Punkten übersät. Beide Geschlechter haben lange Greifschwänze, die 52 bis 68 % ihrer Gesamtlänge ausmachen. Sie haben breite, abgeflachte Köpfe und große, hervorstehende Augen. Von der weißlichen bis gelblichen Bauchseite heben sich keine Flecke ab. Die Vorderbeine haben vier und die Hinterbeine haben fünf Zehen, die mit schwachen Schwimmhäuten vernetzt sind.

## Ähnliche Arten
- Der Langschwanzsalamander (Eurycea longicaudus) unterscheidet sich durch die gelbliche bis orange braune Farbe der Oberseite, eine geringe Punktierung am Kopf und den etwas längeren Schwanz.
- Der Rotsalamander (Pseudotriton ruber) unterscheidet sich in erster Linie durch den wesentlich kürzeren, leicht gekielten Schwanz.

## Verbreitung und Lebensraum

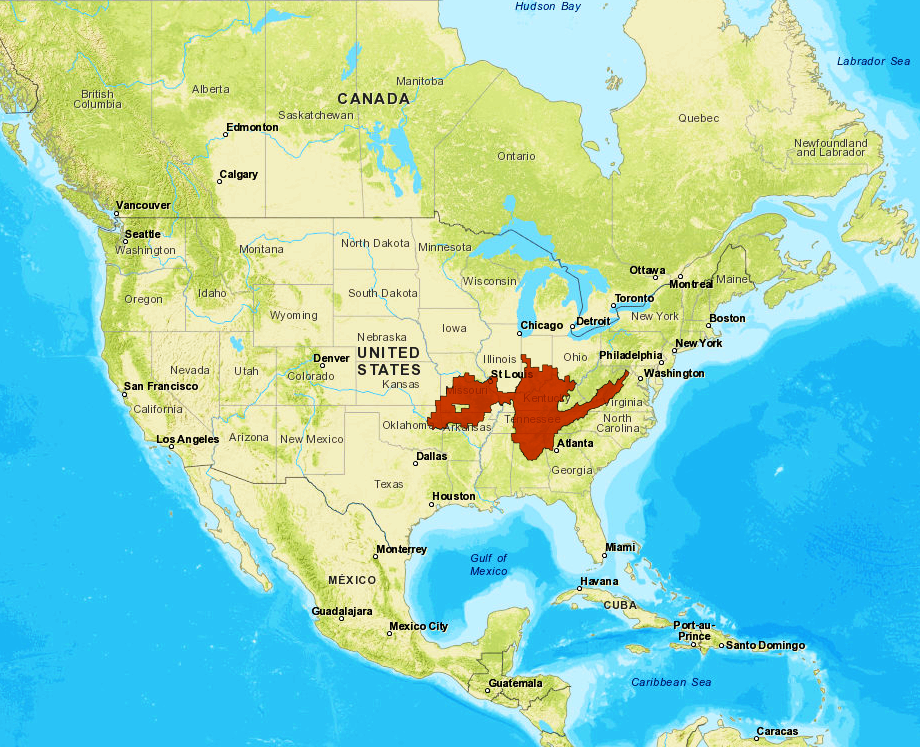
Verbreitungsgebiet

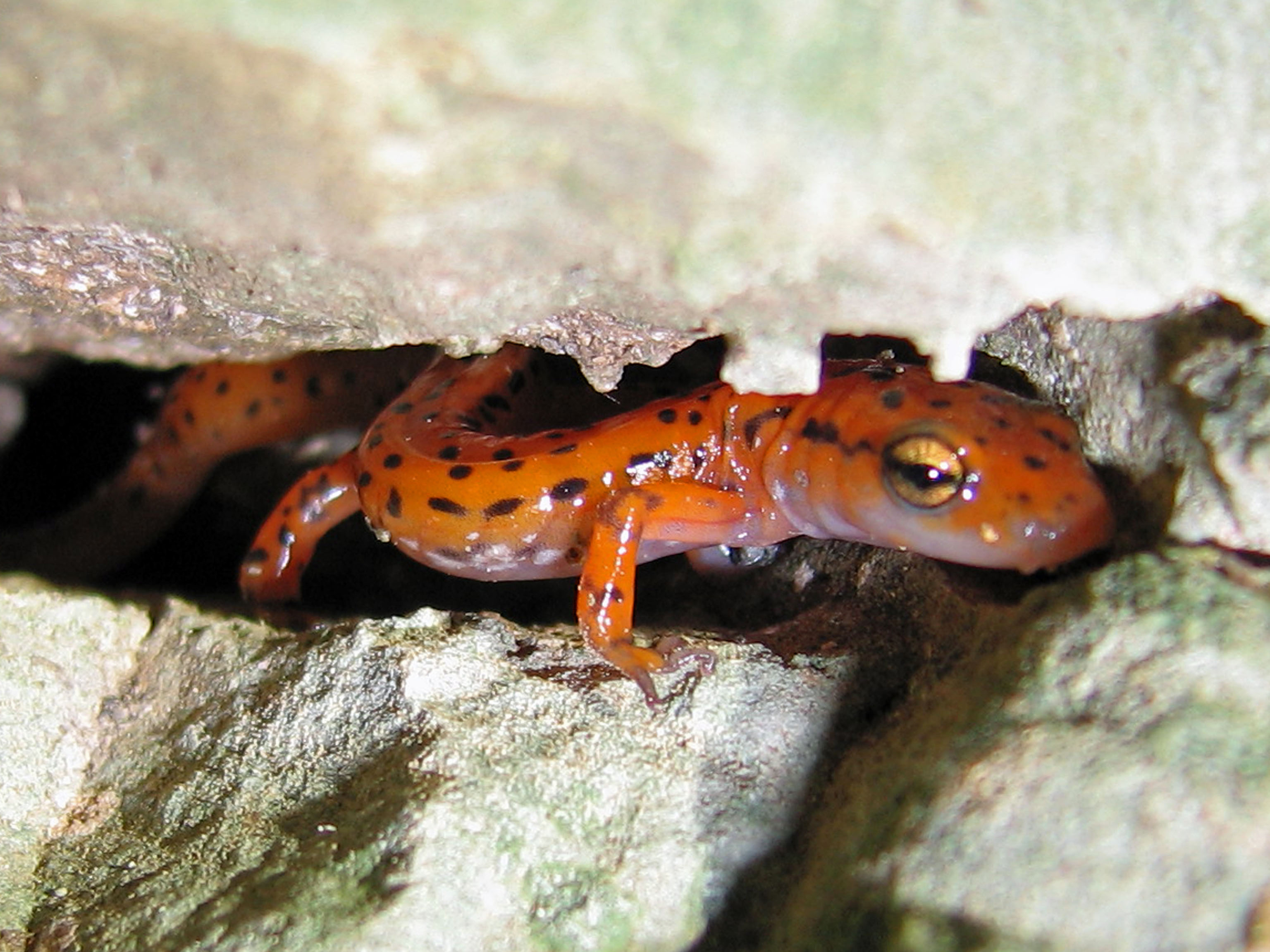
Ein Grotten-Gelbsalamander im Versteck

Das Verbreitungsgebiet der Grotten-Gelbsalamander erstreckt sich über östliche und mittlere Gebiete der USA. Die Art kommt in den Bundesstaaten Alabama, Arkansas, Georgia, Indiana, Kansas, Kentucky, Missouri, Mississippi, Oklahoma, Tennessee, Virginia und West Virginia vor. Sie sind Troglophile, d. h. sie leben in Höhlen und sind auf höhlenartige Bedingungen angewiesen. So kommen sie hauptsächlich an feuchten, dunklen Orten, wie Felshöhlen oder Felsspalten entlang von Flussufern vor. Sie benötigen eine feuchte Umgebung, da ihnen Lungen fehlen und sie durch die feuchte Haut atmen.

## Lebensweise
Der Grotten-Gelbsalamander lebt überwiegend in Höhlen und meidet offenes Gelände. Die Tiere sind tag- und nachtaktiv und relativ standorttreu. Zur Orientierung in einer Höhle besitzen sie die Fähigkeit, das Magnetfeld der Erde für die Navigation zu nutzen. Sie verwenden diesen Sinn als Kompass, um zu verschiedenen Orten innerhalb von Höhlen zu gelangen.
Im Rahmen der zwischen Oktober und Januar stattfindenden Paarung deponiert das Männchen ein gallertartiges, mit Spermien versehenes Samenpaket auf dem Boden, über das das Weibchen steigt und das es mit der Kloake aufnimmt. Die Weibchen legen im Frühjahr ungefähr 50 bis 90 Eier tief in der Höhle und platzieren diese am Rand von Wasserstellen. Die Anzahl der Tage bis zum Schlüpfen der Larven hängt von der umgebenden Temperatur ab. Je kälter die Temperaturen sind, desto länger dauert es, bis die Larven schlüpfen und einen aquatischen Lebensabschnitt beginnen. Dieser dauert, wiederum abhängig von den klimatischen Randbedingungen sowie dem Nahrungsangebot zwischen sechs und 18 Monate. Danach durchlaufen sie eine Metamorphose und leben fortan an Land in einer Höhle.

## Nahrung und Feinde
Die Nahrung des Grotten-Gelbsalamanders besteht aus kleinen Wirbellosen (Evertebrata), dazu zählen Spinnen,  diverse Insekten und deren Larven, Schnecken und Regenwürmer.
Da Grotten-Gelbsalamander sehr versteckt in Höhlen leben, ist die Anzahl an Fressfeinden begrenzt. Sollten die Salamander dennoch angegriffen werden, schwenken sie ihren langen Schwanz über ihrem Kopf, um die potenziellen Fressfeinde zu verunsichern. Sie können zur Verteidigung auch schädliche Sekrete aus Drüsen, die über den gesamten Körper verteilt sind emittieren.

## Gefährdung
Die Art ist in ihren Vorkommensgebieten in den Vereinigten Staaten nicht selten und wird demzufolge von der Weltnaturschutzorganisation IUCN als „Least Concern = nicht gefährdet“ klassifiziert.